# Chiesa di Santo Stefano (Paterno)
La chiesa di Santo Stefano si trova a Paterno, frazione di Bagno a Ripoli in provincia di Firenze.

## Storia
La chiesa è di origine antica, ed è già documentata nel 1286, ma il suo attuale aspetto è moderno, frutto di due interventi. Il primo, nei primi anni del XIX secolo, condusse ad una completa ricostruzione dell'edificio,  a cnquecento metri dalla vecchia chiesa. Il secondo consistette in una radicale ristrutturazione che, tra il 1934 e il.1945, dette alla chiesa l'attuale stile eclettico, neoromanico. con dettagli neo-bizantini.

## Descrizione
Al suo interno si conserva un'importante opera che fu qui trasferita dopo il terremoto del 1895 dall'oratorio della Croce a Varliano: un Crocifisso attribuito a Gaddo Gaddi nell'iconografia del Christus patiens (1280-1290), che è stato posto in relazione con la Compagnia del Bigallo come probabile committente, a causa del curioso anagramma indicato dalla lettera "B" sormontata da un gallo (Bi-gallo), dipinto nel suppedaneo. I dipinti attribuiti al catalogo di Gaddo «sono accomunati dal disegno nitido e dalla particolare declinazione espressiva del linguaggio cimabuesco, attenta alle novità del Gotico e venata di spunti classicheggianti».
La chiesa conserva anche un affresco staccato con l'immagine della Vergine con l'angelo, di scuola fiorentina del secolo XV, adorna di gioielli che ne attestano l'importanza devozionale, una Madonna e san Giuseppe adoranti il Bambino, una derivazione da modelli di Fra Bartolomeo attribuita a Fra Paolino da Pistoia e, dal 2006, una Discesa di Cristo al Limbo attribuita ad un allievo o seguace di Alessandro Allori e collocabile all'inizio del XVII secolo.